# Glazbene večeri u Sv. Donatu
Glazbene večeri u Sv. Donatu najstarija su i najuglednija zadarska umjetnička manifestacija koja se održava od 1961. godine, a nastala je poticajem skupine Zadrana, zaljubljenika u kulturne i umjetničke vrijednosti zadarskog naslijeđa. 
Inicijalna ideja potječe od dirigenta i osnivača manifestacije Pavla Dešpalja i njegovih kolega i suradnika, tadašnjih profesora i predavatelja zadarske Glazbene škole: prof. Vilima Nakića, maestra pro. Khowacik ali i još nekoliko zaljubljenika u glazbu, koji su u to vrijeme bili osnovica zadarskoga glazbeno-odgojnoga kadra. Manifestacija nosi ime po najvažnijem zadarskom spomeniku - crkvi sv. Donata, građevini koja je arhitekturom i akustikom dragocjena u svjetskim razmjerima. Zahvaljujući nastupima brojnih istaknutih glazbenih umjetnika iz Hrvatske, Europe i svijeta, zadarski festival uživa visok ugled u svijetu i jedan je od najznačajnijih promotora hrvatske kulture. Večeri su duboko usađene u svijest građana Zadra i jedan od znakova njegove prepoznatljivosti te su nastavak njegove stoljetne kulturne i glazbene tradicije.

## Povijest
Tradicionalno Glazbene večeri u Sv. Donatu posvećuju posebnu pozornost njegovanju glazbe srednjeg vijeka, renesanse i ranog baroka. Na tom su području Glazbene večeri učinile mnogo u oživljavanju i popularizaciji rane glazbe. 
U početnim godinama i pod nazivom Muzičke večeri u Donatu, bila je to priredba s raznolikim programima komorne glazbe. Don Marijan Grgić jedan je od nekolicine pregaoca koji su Večeri sedamdesetih godina glavninom zasnovali na sklad s povijesnim prostorima Zadra te su u svijetu prepoznate kao rafinirani festival najranijih tradicija umjetničke glazbe, što je umnogome doprinijelo otkrivanju dotad zanemarenih vrednota hrvatske glazbe.
Prva su festivalska ljeta protekla u nastojanju da se s jedne strane u Zadar dovedu istaknuta imena svjetske i domaće glazbene umjetnosti, a s druge da se uz pomoć festivala osnaže vlastite, zadarske snage, koje bi ravnopravno mogle sudjelovati u programu. Veliki preokret dogodio se 1975. koji je trajao sve do 1990. godine. Programsko se težište sve intenzivnije i sustavnije oslanjalo na ranija stoljeća glazbe. Nakon dramatičnog prekida festivala 1991. zbog Domovinskog rata i još dramatičnijeg održavanja pod granatama 1992. i 1993., festival je s novim koncepcijskim ruhom obnovljen 1994. godine.

## Vanjske poveznice
- Službene stranice